# Veldtheorie (geografie)
De geografische veldtheorie kan worden beschouwd als een oplossing voor problemen bij het aantonen van verwevenheid tussen structuur en functie in een ruimtelijk systeem (bijvoorbeeld een regio). De theorie werd door de Amerikaanse geograaf Brian Berry geïntroduceerd om tot een synthese van formele en functionele regio’s te komen. Hij ontleende zijn inzichten aan de sociaal-psycholoog Kurt Lewin en de politicoloog Rudolph Joseph Rummel.

## Inspiratiebronnen
De ontwikkeling van het begrip veld en de veldtheorie in de sociale wetenschappen is ten nauwste verbonden met het werk van Kurt Lewin (1890 1947). Hij verrichtte met name onderzoek naar groepsinteractie en groepshandelen. Handelen en denken van de mens werd volgens hem sterk beïnvloed door de sociale omgeving. Het psychologisch veld  (life space) omvat de persoon en zijn omgeving als een geheel van onderling afhankelijke factoren. Voor zijn veldconcept nam Lewin Einstein's definitie over : 'Een geheel van naast elkaar bestaande verschijnselen, die een wederzijdse afhankelijkheid te zien geven" (Mey, 1972, 22). Wat Lewin van de fysica en de Gestaltpsychologie overnam was dat zijn 'veld' dynamische gehelen bevatte. "Het geheel eerst zien en dan de delen" en "een constante aandacht voor de werkende krachten" zijn essentiële elementen in het werk van Lewin (Mey, 1972, 19).
Rummel introduceerde de sociale veldtheorie als een theorie van de sociale actie. Hij zag de sociale veldtheorie als een poging de algemene systeemtheorie nieuw leven in te blazen. Gedrag is het gevolg van de totale sociale situatie. Deze situatie kan worden opgevat als een veld opgebouwd uit sociale kenmerken die in een bepaalde relatie tot elkaar staan (Rummel, 1965, 183). Het gedrag van sociale eenheden van sociale eenheden zag hij als een functie van de relatieve plaats van een eenheid in een sociaal systeem. De kenmerken van sociale eenheden kunnen worden vastgelegd in een kenmerkenmatrix en de onderlinge relaties in een interactiematrix. Mathematisch trachtte Rummel voor beide matrices ’achterliggende grootheden’ vast te stellen.

## Berry’ s geografische veldtheorie
Dit idee inspireerde Brian Berry tot het formuleren van een geografische veldtheorie.  De essentie van de veldtheorie is voor Berry gelegen in de onderlinge afhankelijkheid van structuur en functie van een ruimtelijk systeem. Berry (1968, 419 e.v.) ging uit van een ruimtelijk geheel dat bestaat uit elementen met bepaalde kenmerken die een zekere mate van interactie ten toon spreiden. We kunnen daarbij denken aan een gebied als Nederland, waarbij de gemeenten of landsdelen de elementen zijn en de daartussen optredende migratie de vorm van interactie is tussen die elementen. De centrale notie van de veldtheorie is nu dat veranderingen in de structuur van de elementen, veranderingen in de vorm en de intensiteit van de interactie tot gevolg zal hebben en omgekeerd. In Berry's gedachtegang kan een veld beschreven worden met behulp van twee datamatrices. In de ene matrix, de structuurmatrix staan n plaatsen met k kenmerken. Deze matrix wordt ook wel de kenmerken  of attributenmatrix genoemd. Concreet kan men hierbij denken aan een matrix waarin de rijen gevormd worden door de ruimtelijke eenheden (wijken, gemeenten, provincies) en de kolommen door de kenmerken (percentages werkzame personen in de verschillende bedrijfsklassen, geboortecijfers, gemiddeld inkomen e.d.). De tweede datamatrix geeft een weergave van de interactie tussen dezelfde ruimtelijke eenheden genoemd in de structuurmatrix. Deze functiematrix, door sommige gedragsmatrix genoemd, is een n x n matrix waarin de celwaarden een aanduiding geven van de intensiteit van een bepaalde interactie tussen elk paar plaatsen (aantal migranten, aantal telefoongesprekken, aantal verzonden poststukken enz.). In principe is een x-aantal functiematrices mogelijk, voor elke functiesoort één matrix.
Door middel van multivariate analysetechnieken trachtte Berry zijn veldtheoretische uitgangspunten te operationaliseren. Zowel de matrix met de kenmerken van de gebieden (structuurmatrix) als de interactiematrix werden onderworpen aan een factoranalyse. De samenhang tussen beide werd geanalyseerd door toepassing van een canonische correlatie.  Gaebe (1975, 56 59) omschrijft de canonische correlatie analyse als een statistische techniek waarbij twee groepen variabelen met elkaar vergeleken worden en waarbij men probeert tussen die groepen statistische verbanden vast te stellen. Op deze wijze kon Berry aantonen dat er een duidelijke relatie aanwezig is tussen bepaalde structuurelementen en specifieke handelsstromen in India (Berry, 1966).

## Toepassingen

### Wales
Een overzichtelijke toepassing van Berry's interpretatie van de veldtheorie wordt gegeven door Clark (1973) in een artikel over wat hij noemt de formele en functionele structuur van Wales. Hij ging voor zijn onderzoek uit van de 72 telefoondistricten in Wales, waarvoor hij structuurgegevens (een zestigtal) en stroomgegevens (over richting en intensiteit van telefoongesprekken) verzamelde. Beide datamatrices werden onderworpen aan een factoranalyse. In de structuurmatrix bleek een vijftal structuurbepalende factoren herkenbaar te zijn, die samen 85% van de oorspronkelijke variantie voor hun rekening namen. De "stedelijke status" bleek de belangrijkste factor. Ook de stroommatrix werd onderworpen aan een factoranalyse. Daardoor kwam een achttal factoren naar voren, die 84% van de oorspronkelijke variantie in zich verenigden. Hier was de belangrijkste factor Cardiff gevolgd door Colwyn Bay en Swansea als factor 2 en 3.
De vijf structurele factoren en de acht functionele (relatie) factoren vormden het uitgangspunt voor een laatste statistische bewerking door Clark in de vorm van een canonische correlatieanalyse. Daaruit bleek dat Wales beschouwd kan worden als een regionaal systeem gezien de sterke wederzijdse afhankelijkheid van structurele en functionele factoren in dit gebied.

### Nederland
In 1979 publiceerde Adri Dietvorst een onderzoek naar de samenhang tussen economische structuur en telefoonverkeer in Nederland. Dankzij de medewerking van de Centrale Directie van de PTT kon voor de periode 1967-1974 worden beschikt over de unieke verkeersgegevens van de 21 districtstelefooncentrales. Daarmee waren  gegevens voor de functieveranderingen in het ruimtelijk systeem Nederland voorhanden. De structuurveranderingen van de 21 telefoondistricten werden gemeten aan de hand van gegevens over veranderingen in de aard van de werkgelegenheid in dezelfde periode. Voor de analyse van de veranderingen in de economische structuur werd onder andere gebruikgemaakt van factoranalyse. De analyse van de veranderingen in de uitwisseling van communicatie geschiedde door de toepassing van Markov-ketenanalyse. Vastgesteld kon worden dat communicatie (telefoonverkeer in dit geval) en economische structuur nauw met elkaar samenhangen. De door Berry geformuleerde basisveronderstelling van de veldtheorie was voor de Nederlandse situatie juist gebleken.

## Problemen
Ruimtelijke interactiegegevens zijn nog steeds een schaars goed in de officieel gepubliceerde statistieken. Slechts voor een beperkt aantal interactieverschijnselen en vaak voor zeer bepaalde tijdstippen zijn gegevens beschikbaar  (migratie, pendel, onderwijsoriëntatie en ziekenhuisoriëntatie zijn de belangrijkste). Structuurgegevens zijn in een veel grotere verscheidenheid aanwezig, maar het is niet altijd even eenvoudig de structuurgegevens tot eenzelfde schaal te aggregeren als die waarvoor de stroomgegevens beschikbaar zijn.
Meer wezenlijk dan de zojuist genoemde praktische problemen is de door de Canadese geograaf Bryn Greer Wootten geleverde kritiek op de door Berry gevoerde analogie van de veldtheorie van Lewin/Rummel (Greer Wootten, 1971). Greer Wootten zag als belangrijkste tekortkoming in de veldtheorie van Berry, dat de overeenkomst van ruimtelijke systemen met de oorspronkelijke bedoelingen van Lewin niet altijd even duidelijk is. Zijn bezwaar was dat, in tegenstelling tot de situatie binnen de "lifespace" van Lewin, bij de toepassing van Berry niet personen of groepen doch gebieden als actors optreden binnen het ruimtelijk systeem. Dat leidt tot de vraag of de beschrijving van ruimtelijke interactie in termen van "plaatsen" de optimale is. Greer Wootten (1971, 169): "the weakest link in the transformation of Lewin's ideas to spatial analysis is concerned with the fact that 'places' do not act". Hanteert men toch ruimtelijke eenheden dan zal in elke uitspraak ten aanzien van de relatie tussen structuur en gedrag rekening gehouden moeten worden met het analyseniveau, met de schaal derhalve. 